# 산두고 축제

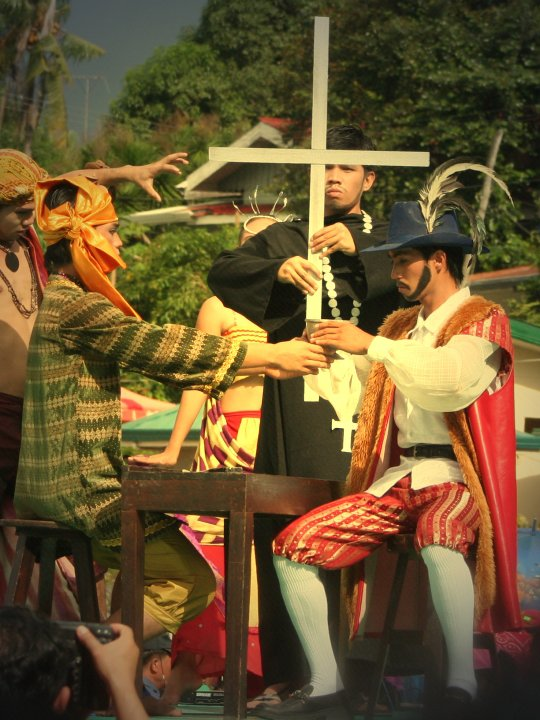
산두고 재현

산두고 축제(Sandugo Festival)는 필리핀 보홀섬 타그빌라란에서 매년 개최되는 역사적인 축하 행사이다. 이 축제는 다투 시카투나와 스페인 정복자 미겔 로페스 데 레가스피가 맺은 우호 조약을 기념한다. 이 16세기의 평화 조약은 1565년 3월 16일 ‘피의 협약’ 또는 ‘산두고’를 통해 이뤄졌다.
산두고 축제는 매년 6월에 개최된다. 타그빌라란 성립일인 6월 1일 대중 미사, 성녀, 자동차행렬, 그리고 시 정부에서 후원하는 프로그램과 함께 시작된다. 그 달에 시행되는 주요 행사는 〈미스 보홀 산두고 미녀 가장행렬〉(Miss Bohol Sandugo Beauty Pageant)과 6월 셋째 또는 넷째 일요일에 개최되는 〈산두고 거리 무도 경연〉(Sandugo Street Dancing Competition)이 열리며, 보홀 산두하고 재단 주식회사(Bohol Sandugo Foundation, Inc., 약어 BSFI)가 조직을 구성한다.

## 산두아고 거리 무도

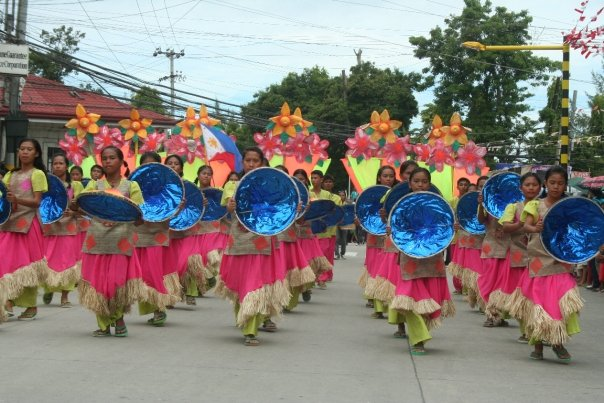
산두아고 거리 무도

2010년, 거리 무도 경연대회가 6월 25일 열렸다. 이 경연은 보통 학교, 시, 그리고 자치정부, 보홀라노 족 해외 단체, 그리고 다른 지방 대표가 참여를 한다. 이 경연은 시내 부두에서 정오에 시작하여, 시의 주요 거리, 산두고 재현 행사가 개최되는 카롤로스 가르시아 대통령 스포츠 단지에서 막을 내린다. 경연의 최종 심사는 바로 그 단지에서 이뤄지며, 그곳에서 참가자는 관중들 앞에서 다시 한번 행렬을 한다. 우승자는 상금으로 수천 페소를 받는다.
시와 시 정부, 그리고 BSFI가 개최하는 행사와는 별도로, 다양한 개인 분야에 의해 후원을 받는 나이트쇼, 부두에서 개최되는 무역 박람회, 제품 전시, 콘서트, 의료봉사, 등이 진행된다.

### 거리 무도 챔피언
| 년도 | 챔피언 |
| ---- | --- |
| 1989 | Celestino Gallares Memorial Hospital |
| 1991 | Bohol National High School (BNHS) [1] |
| 1992 | Bohol National High School (BNHS) [1] |
| 1993 | Bohol National High School (BNHS) [1][2] |
| 1995 | Municipality of Baclayon |
| 1996 | Municipality of Talibon |
| 1997 | Bohol School of Arts and Trade (BSAT) [3] |
| 1998 | Municipality of Panglao |
| 1999 | Municipality of Panglao |
| 2000 | Theme Category: Municipality of Loon; Open Category: San Roque, Sogod (Southern Leyte) |
| 2001 | Municipality of Panglao |
| 2002 | Municipality of Panglao |
| 2003 | Municipality of Panglao [2] |
| 2004 | The Municipality of Inabanga |
| 2008 | Best in Street Dancing: Municipality of Jagna; Best in Field Performance: Municipality of Maribojoc; Best in Production Design: Pamilacan Island Tourism Livelihood and Multi-Purpose Cooperative, Pamilacan Island, Baclayon |
| 2009 | Municipality of Maribojoc |
| 2010 | Municipality of Maribojoc |

유의: 

2005-2007까지는 경연이 없었다. 전 세계에서 온 Masskara, Ati-atihan와 같은 2005과 2006년의 챔피언은 행사를 개최했다. 2007년에는 타 지방의 참가자들이 전시 행사에 참가를 했다. 

[1] now called Dr. Cecilio Putong National High School (DCPNHS)

[2] Sandugo Street Dancing Hall of Fame Awardee

[3] now called Bohol Island State University (BISU), formerly Central Visayas State College of Agriculture, Forestry & Technology (CVSCAFT)